# Matrice di Redheffer
In algebra lineare con matrice di Redheffer si indica una matrice binaria il cui elemento {\displaystyle a_{ij}} è 1 se j=1 oppure i divide j (incluso il caso in cui i=1).   Prende il nome dal matematico americano Raymond Redheffer.
Per esempio, la matrice di Redheffer 12x12 è la seguente:
{\displaystyle \left({\begin{smallmatrix}1&1&1&1&1&1&1&1&1&1&1&1\\1&1&0&1&0&1&0&1&0&1&0&1\\1&0&1&0&0&1&0&0&1&0&0&1\\1&0&0&1&0&0&0&1&0&0&0&1\\1&0&0&0&1&0&0&0&0&1&0&0\\1&0&0&0&0&1&0&0&0&0&0&1\\1&0&0&0&0&0&1&0&0&0&0&0\\1&0&0&0&0&0&0&1&0&0&0&0\\1&0&0&0&0&0&0&0&1&0&0&0\\1&0&0&0&0&0&0&0&0&1&0&0\\1&0&0&0&0&0&0&0&0&0&1&0\\1&0&0&0&0&0&0&0&0&0&0&1\end{smallmatrix}}\right)}
La matrice di Redheffer può essere definita per qualunque dimensione mxn, non necessariamente quadrata.  Tuttavia, di solito si fa riferimento solo a matrici quadrate, indicando con matrice di Redheffer di ordine n la matrice di dimensione nxn.

## Determinante
La matrice di Redheffer di ordine n ha come determinante M(n), dove M indica la funzione di Mertens.